# 接吻角

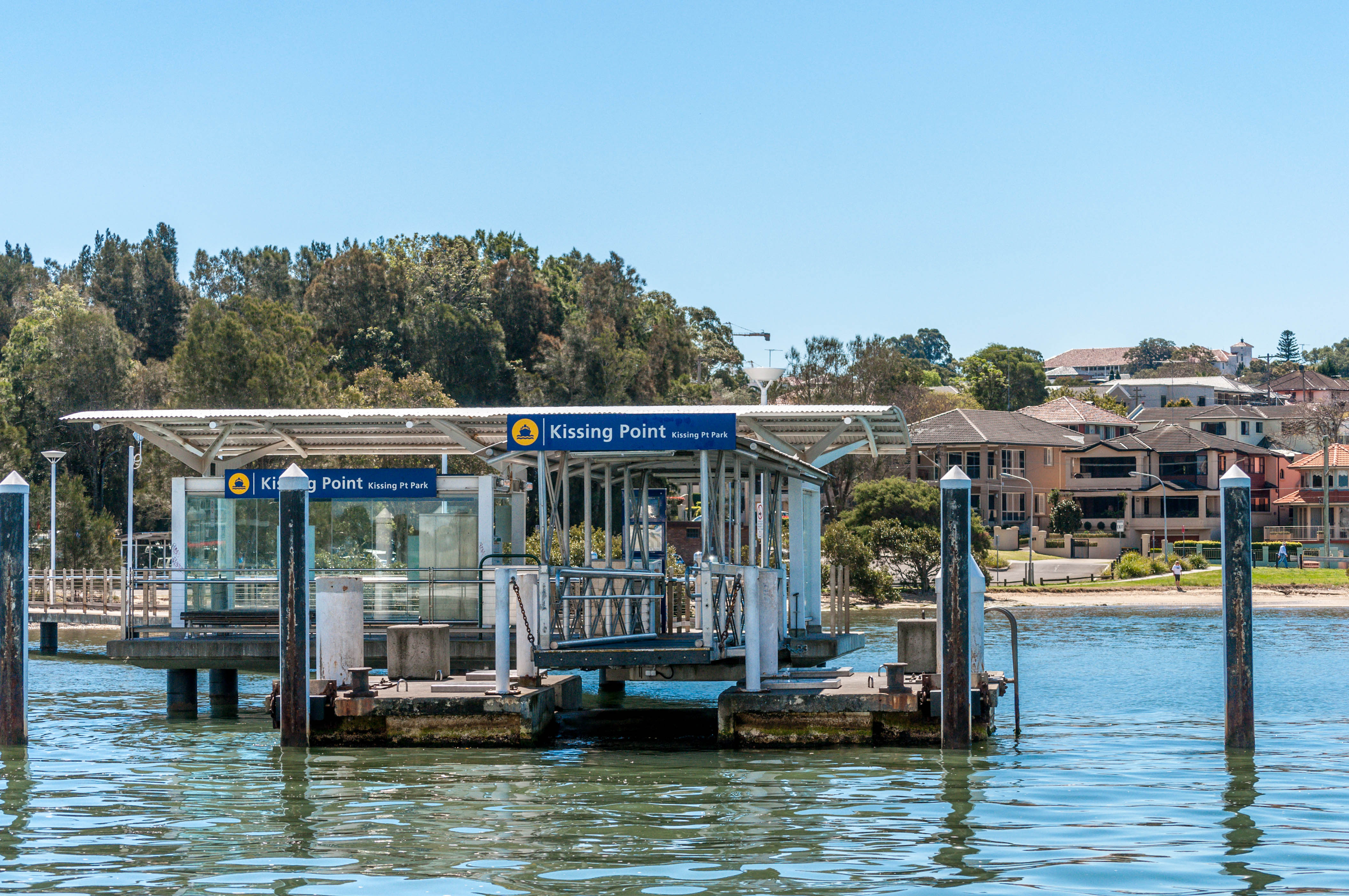
碼頭

接吻岸（英語：Kissing Point）是澳洲新南威爾斯省悉尼郊區的一處岸邊，位於帕拉马塔河沿岸，地处约2公里以南的莱德区，位于普特尼的郊区。从历史的角度来说，该名称指代的范围比当今岸边所涵盖的区域更广泛；并且也许原本接近莱德桥的地点，也就是现在定居者公园（Settlers Park）所处的位置。地方议会于1948年设立的铜牌匾写道，“1792年1月10日，这是首个殖民地。由威廉姆·凯尔利斯（William Careless）和詹姆斯·韦弗斯（James Weavers）为纪念菲利普总督（Governer Phillip）在本地创建，菲利普总督是东部边境农场的创始人（后称接吻岸）。”

## 历史

### 名字的由来
多种可能性已经暗示了“接吻岸”名字的由来。其一，命名这个名字是因为它周围的水域面积是离帕拉马塔河最遥远的，重载的船舶可能在“碰撞”底部之前到达岸边。另外，更为浪漫的可能性是该地区是野餐圣地，总督亨特可能在一个场合得到了一个亲吻，作为他骑士精神的回报。第三个是总督亨特在一次探索之旅中，一直沿着这条河前行，在早餐岸食用早餐，横跨河边来到接吻岸。在开始他的旅程之前，在此地也就是接吻岸与他的妻子亲吻告别。

### 殖民地
在欧洲殖民前，澳大利亚原住民之一Wallumedegal人在该区域居住。
当欧洲殖民者首次占领该地区的时候，它被称为东方的农场。在1792年，土地分配给10名刑满释放的罪犯。直到1794年，更名为接吻岸。在19世纪初，接吻岸这一名字包括现如今的莱德，普特尼和格拉德斯维勒区。
其中詹姆斯·斯夸尔（James Squire）是首个在殖民地酿造出啤酒的刑满释放的犯人，并且后来成为一个富有的商人。他在这片土地种植啤酒花，并创办了酿酒厂和酒馆，也就是位于现如今的接吻岸西边。为詹姆斯·斯夸尔设立的牌匾竖立在此。
在早期殖民时期，接吻岸也是水果和蔬菜的重要来源地。
本尼农（Bennelong）在这个区域逝世。他被安葬于詹姆斯·斯夸尔的土地中，大概在现如今的克利夫斯公园附近，离接吻岸大约有300米。
在第一次世界大战之后，基德曼和梅欧造船厂建造货运船只来取代货船舰队。一个灾难性的后果是，由于在这里建造而未投入使用的两艘战舰，遭受火烧并且被打捞出售。哈尔沃森（Halvorsen）的船只所在的位置位于詹姆斯·斯奎尔的原始码头。哈尔沃森为第二次世界大战制造船只。